# La Bella y la Bestia (serie de televisión de 1987)
La Bella y la Bestia es una serie de televisión estadounidense de fantasía y drama que se emitió por primera vez en CBS del 25 de septiembre de 1987 al 4 de agosto de 1990. Esta versión actualizada del cuento de hadas del creador Ron Koslow tiene un doble enfoque: la relación entre Vincent (Ron Perlman), un hombre-bestia noble e idealista, y Catherine (Linda Hamilton), una inteligente asistente del fiscal de distrito de la ciudad de Nueva York, y una Comunidad utópica secreta de marginados sociales que viven en un santuario subterráneo. A través de un vínculo empático, Vincent siente las emociones de Catherine y se convierte en su guardián. 

## Premisa
La serie sigue la relación en desarrollo entre ambos protagonistas y la división entre Nueva York y el mundo oculto debajo de ella. Sin embargo, en un giro de la historia original, esta "bestia" no se transforma en un ideal canónico de belleza después de ganarse el amor de Catherine. Más bien, se permite que la belleza interior de Vincent siga siendo el centro de su identidad, y es la vida de Catherine la que se transforma a partir de su relación con Vincent.
En la tercera temporada, después de la muerte del personaje de Catherine, Jo Anderson se convirtió en la nueva protagonista femenina interpretando a Diana Bennett, una perfiladora criminal que investiga el asesinato de Catherine. 

## Producción
Como el título indica, la premisa de la serie está inspirada en el cuento de hadas “La Bella y la Bestia”; en particular, existe cierta conexión con la película francesa de 1946 de Jean Cocteau, La Belle et La Bête (La Bella y la Bestia).
George R. R. Martin, quien más tarde escribiría la serie de libros Canción de hielo y fuego que luego se adaptaron a la aclamada serie de televisión Juego de Tronos, fue el escritor y productor de la serie.
En 2004 y 2007, La Bella y la Bestia ocupó el puesto 14 y 17, respectivamente, en una lista de las mejores series de culto televisivas de la historia en TV Guide. 

## Sinopsis

### Temporada 1
Una noche, Catherine Chandler (interpretada por Linda Hamilton) es secuestrada, golpeada, acuchillada en el rostro y abandonada para morir en Central Park porque sin darse cuenta la confundieron con otra persona. Vincent (interpretado por Ron Perlman) la encuentra, y se la lleva para cuidarla con su padre adoptivo (interpretado por Roy Dotrice), jefe de una comunidad oculta de personas que viven en la red de túneles debajo de la ciudad de Nueva York. Diez días después, Catherine regresa a la superficie con la promesa de guardar el secreto de Vincent y el desafío de seguir adelante tras su terrible ataque. Después de completar su recuperación, su vida comienza una transición seria: toma lecciones de defensa personal, deja su cómodo trabajo en el bufete de abogados de su padre y se une a la oficina del fiscal de distrito de Manhattan como asistente del fiscal de distrito. Su primera acción consiste en preguntarle a Carol Stabler sobre esos hombres que la atacaron, donde ella afirma que eran parte de un servicio de escolta ilegal dirigido por Martin Belmont. Cuando Catherine es atacada por los hombres de Martin Belmont, Vincent la salva y ataca ferozmente a los hombres.
Durante el transcurso de la primera temporada, el equipo de producción creó una mezcla de romance y drama criminal, que utilizó tanto el trabajo de Catherine como su voluntad de ayudar a Vincent y su mundo para colocarla en momentos de peligro físico que traerían a la idealizada figura romántica de Vincent al mundo de la superficie como su ángel guardián.

### Temporada 2
Durante su segunda temporada, la serie cambió ligeramente su enfoque para agregar más desarrollo de personajes, ya que los personajes centrales pasaron un tiempo considerable explorando sus relaciones con los habitantes del Mundo de los túneles, donde Catherine finalmente ha sido aceptada como amiga y "ayudante" (personas del exterior que ayudan a la comunidad con lo que necesitan para sobrevivir, manteniendo su secreto). Más personas del mundo de arriba acudieron en busca de apoyo emocional y curación en el entorno seguro del mundo de abajo.
Sin embargo, cerca del final de la temporada, en un esfuerzo por mejorar los índices de audiencia, la orientación a la acción regresó como resultado de los engaños del villano recurrente Paracelso (interpretado por Tony Jay). En un episodio final de suspense, se ve a Catherine caminando por un túnel hacia una cámara en la oscuridad, donde Vincent sufre una locura violenta.

### Temporada 3
Cuando la serie regresó para su tercera temporada abreviada a finales de 1989, Linda Hamilton había anunciado su decisión de dejar la serie porque estaba embarazada. Fue una decisión que, junto con el deseo de la cadena de atraer a más espectadores masculinos, tendría serias repercusiones para la supervivencia de la serie. En la resolución del suspense de la temporada anterior, Catherine rescató a Vincent de sus demonios internos, pero pronto fue secuestrada por un hombre llamado Gabriel (interpretado por Stephen McHattie),  el despiadado líder de un enorme imperio criminal que había estado investigando, que estaba intentando corromper la oficina del fiscal del distrito. Ella fue asesinada, pero no antes de dar a luz al hijo de Vincent, quien fue rehén del malvado Gabriel. El jefe y amigo cercano de Catherine, Joe Maxwell (Jay Acovone), contrató a Diana Bennett (Jo Anderson), una perfiladora criminal del departamento de policía, para localizar al asesino de Catherine. Naturalmente, su investigación finalmente la llevó al ahora oscuramente obsesionado y afligido Vincent.
Aunque seguía siendo popular entre sus dedicados fans, los aspectos más oscuros y decididamente violentos del concepto reelaborado, junto con la pérdida fatal de la relación central y clave entre Catherine y Vincent, llevaron a una mayor caída de los índices de audiencia y, en última instancia, a la cancelación. 

## Personajes

### Reparto principal
- Catherine Chandler (interpretada por Linda Hamilton): abogada corporativa en el bufete de abogados de su padre. Después de que la secuestraran, la golpearan y le cortaran la cara al confundirla con Carol Stabler, Catherine fue rescatada y atendida por Vincent. Después de esa experiencia, Catherine cambia su vida por completo y se convierte en investigadora de la Fiscalía del Distrito de Manhattan. En la tercera temporada, Catherine queda embarazada de Vincent y es capturada por Gabriel. Más tarde es asesinada por él, quien le inyecta una sobredosis de morfina.
- Vincent (interpretado por Ron Perlman): un hombre de constitución grande con las características faciales de un león; como dientes con colmillos, nariz aplanada, hocico felino y dedos rematados con uñas en forma de garras. También es mucho más fuerte que los humanos normales y cuando se enfurece, gruñe y ruge como un león. Lleva una larga capa con capucha para ocultar su apariencia a los extraños mientras camina por las calles de la ciudad de noche. Se desconoce su origen, ya que fue encontrado abandonado cuando era un bebé cerca del Hospital St Vincent y llevado a Jacob Wells por la esposa de Paracelso, Anna. Vincent tiene habilidades empáticas que le permiten saber cuando Catherine está en peligro. Tras la muerte de Catherine, su hijo recién nacido quedó cautivo en las manos de Gabriel, lo que lo impulsó a acabar con las operaciones de Gabriel. Termina entregándose al líder criminal cuando se entera de que su hijo está enfermo. Esto conduce a una misión de rescate de Diana y el resto del "Mundo de abajo". Tras la muerte de Gabriel, Vincent salva a su hijo y le pone el nombre de su padre adoptivo, Jacob. El maquillaje de Vincent fue ideado por el veterano maquillador de Hollywood Rick Baker. Fue Baker quien pidió a Perlman basándose en sus experiencias previas con prótesis y luchó duro por su casting, lo que finalmente inició una amistad duradera entre los dos. Matt McColm fue el doble de Perlman.
- Diana Bennett (interpretada por Jo Anderson): Diana es una perfiladora criminal de la "División 210" del Departamento de Policía de Nueva York, que investiga casos inusuales más allá del alcance de la policía normal. Debutó en la temporada 3; donde fue llamada para investigar el asesinato de Catherine. Más tarde se hace amiga del "Mundo de Abajo" y participa en la batalla final contra Gabriel, acabando con su vida disparándole fatalmente con el arma de Catherine.

### "Mundo de arriba"
- Joe Maxwell (interpretado por Jay Acovone) [6] fiscal adjunto del distrito de Manhattan y superior inmediato de Catherine en la oficina. En la tercera temporada, Joe resulta herido en la explosión de un coche provocada por el sindicato del crimen de Gabriel. Después del asesinato de Catherine, Joe contrata a Diana Bennett para encontrar a su asesino. Más tarde, Joe conoce a Jacob Wells cuando se trata de localizar a Gabriel, pero nunca llega a conocer a Vincent.
- Isaac Stubbs (interpretado por Ron O'Neal en "Érase una vez", Delroy Lindo en "Terrible Savior" y "No Way Down"): un instructor de lucha callejera que le enseña a Catherine a defenderse después de recuperarse de su ataque.
- Jenny Aronson (interpretada por Terri Hanauer [7]): una amiga de Catherine.
- Edie (interpretada por Ren Woods [8]): trabaja en la división de informática de la oficina del fiscal del distrito en la temporada 1.
- Elliot Burch (interpretado por Edward Albert [9]): un millonario hecho a sí mismo y promotor inmobiliario de Nueva York que está enamorado de Catherine. En la tercera temporada, Elliot se familiariza con Vincent después de un encuentro con él. Debido a un trato con Gabriel, Elliot está involucrado en un complot para matar a Vincent en su barco. Es de suponer que Elliot muere por la explosión del yate que hirió a Vincent.
- Charles Chandler (interpretado por John McMartin): el padre de Catherine, que aparece en las temporadas 1 y 2, donde dirige un bufete de abogados en el que Catherine solía trabajar. Muere de un derrame cerebral en el episodio "Huérfanos". Como es hija única y su madre murió siendo ella niña, desde ese momento empieza a plantearse quedar definitivamente en el Mundo de Abajo. Antes de que Charles muriera, Catherine pudo hacer que Vincent conociera a su padre.
- Laura Williams (interpretada por Terrylene Sacchetti): una chica sorda que vivía en "El mundo de abajo" y lucha por vivir en "El mundo de arriba" sin dejar de ser una ayuda para su familia de los túneles y hacerse amiga de Catherine, a quien admira.
- Devin Wells (interpretado por Bruce Abbott): un ex habitante de "El mundo de abajo" que creció con Vincent, donde tenían una relación de hermanos.
- Dr. Peter Alcott (interpretado por Joseph Campanella): un "ayudante", compañero de estudios de medicina y viejo amigo de Jacob Wells. En "Dead of Winter", Peter se encuentra entre los "Ayudantes" que asisten abajo a la anual Fiesta de Invierno.
- John Moreno (interpretado por Bill Marcus): el fiscal de distrito para el que trabajan Catherine Chandler y Joe Maxwell.
- Gabriel (interpretado por Stephen McHattie): un jefe criminal muy influyente y el mayor narcotraficante de la costa este que debutó en la temporada 3 como un antagonista recurrente. Fue responsable de la muerte de Catherine y del secuestro de su hijo recién nacido, Jacob. Después de que los hombres de Gabriel capturaron a Diana, Vincent se entregó a los hombres de Gabriel. En la batalla final, el hijo de Vincent es rescatado cuando Vincent hiere a Gabriel. Después de que Gabriel menciona que ningún tribunal podría condenarlo, Diana le dispara y venga la muerte de Catherine usando el arma de esta.
  - Jonathan Pope (interpretado por John Lehne): la mano derecha de Gabriel; quien da las órdenes de Gabriel.
  - Doctor (interpretado por Kenneth Kimmins): un médico anónimo, que trabaja para Gabriel. Obligó al médico a inyectarle a Catherine una dosis fatal de morfina después de que ella diera a luz al hijo de Vincent, Jacob. Cuando Gabriel le reveló esto a Vincent en el momento en que era su prisionero, le ofreció a Vincent vengarse del médico a pesar de que el médico le había dicho a Vincent que Gabriel lo había obligado a hacerlo. Vincent no pudo quitarle la vida al médico, lo que provocó que Gabriel hiciera que uno de sus hombres le disparara cuando Gabriel le dice a Vincent "yo siempre pago mis deudas".

### "Mundo de abajo"
- Jacob Wells/Padre (interpretado por Roy Dotrice): el patriarca del "Mundo Inferior" y padre adoptivo de Vincent. Jacob, un médico que abandonó el "Mundo de Arriba" después de haber sido incluido injustamente en una lista negra, despedido de su trabajo y despojado de su licencia para practicar la medicina, encontró refugio en una de las primeras comunidades de túneles y se convirtió en su líder. También fue quien ayudó a Vincent a curar a Catherine después de que ella fuera atacada por los hombres de Martin Belmont.
- Mary (interpretada por Ellen Geer): la matriarca y partera del "Mundo de Abajo". Como corresponde a su posición, es muy maternal y generosa. Mary está particularmente dedicada a retribuir a los "Ayudantes".
- Mouse (interpretado por David Greenlee): aparentemente no tiene otro nombre (Ratón), al menos ninguno que recuerde, es un joven habitante de los túneles que originalmente se escondía de la comunidad del "Mundo Inferior", hasta que Vincent lo sorprendió robando algo de comida y lo invitó a su familia. Es famoso por robar en el "Mundo Superior", que en su opinión, no existe más que para ser robado, como comentó una vez: "Todo el mundo toma cosas de arriba. Para eso está arriba". A Mouse le encanta jugar con maquinaria y ha inventado varios "artilugios" para ayudar a sus compañeros habitantes de los túneles. Tiene un mapache como mascota, llamado Arthur.
- Pascal (interpretado por Armin Shimerman): el tímido y gentil "maestro de las tuberías", que es el supervisor del sistema de comunicación de los túneles que emplean los habitantes del "Mundo de abajo" para comunicarse a distancia, golpeando las tuberías. Nació en el "Mundo Inferior" y su padre le enseñó a comprender el código morse que utilizan.
- Winslow (interpretado por James Avery): un miembro muy influyente de la comunidad secreta y miembro del consejo de Jacob Wells. Winslow es herrero de profesión. Cuando está en una misión de rescate con Vincent para salvar a Catherine de Paracelsus en "To Reign in Hell", Winslow es asesinado por el secuaz de Paracelsus, Erlik, quien arrojó a Winslow contra la pared.
- Geoffrey (interpretado por Philip Waller): un joven que vive en el "mundo de abajo".
- Jamie (interpretada por Irina Irvine): una adolescente que vive en el "mundo de abajo". Ella es particularmente protectora con Mouse, defendiendo su comportamiento a menudo errático ante sus mayores. En "To Reign in Hell", se demuestra que Jamie es hábil con una ballesta, cuando la usa en una pelea con el siervo de Paracelso, Erlik.
- Narcissa (interpretada por Beah Richards): una habitante anciana y casi ciega del "Mundo Inferior", ha residido allí al menos desde la infancia de Vincent. Narcissa finalmente se alejó de los demás habitantes hacia los túneles más lejanos y antiguos donde pocos se aventuran e incluso el conocimiento de Vincent sobre estas áreas no supera el suyo. Ella finge ser nada más que una anciana senil; pero en realidad es una hábil  maga y adivina.
- Rebecca (interpretada por Kathryn Spitz): una habitante del "mundo inferior" y experta fabricante de velas.
- William (interpretado por Ritch Brinkley): un hombre corpulento habitante del "Mundo Inferior", quien les sirve de cocinero. Sus experiencias en el "Mundo de Arriba" lo dejaron amargado y desconfiado de casi todos. El papel de William como cocinero lo hace sentir necesitado y apreciado como nunca lo hizo el "Mundo de Arriba" y, por lo general, es el primero en sugerir una respuesta violenta a cualquier amenaza al "Mundo de Abajo".
- John Pater/Paracelso (interpretado por Tony Jay): un habitante del "mundo de abajo"; quien apareció en las temporadas 1 y 2 como antagonista recurrente. John Pater era un científico y antiguo amigo de Jacob Wells, a quien ayudó a organizar el "Mundo de Abajo". Pero cuando finalmente deseó el poder para sí mismo, la comunidad se vio obligada a exiliarlo. Jacob lo describe como un "filósofo, científico, mago" como el verdadero Paracelso, nombre que finalmente adopta John. Cuando Jacob intenta razonar con Paracelso llamándolo por su nombre real, comenta "John está muerto". La difunta esposa de Paracelso, Anna, fue quien había descubierto al pequeño Vincent cerca del Hospital St. Vincent y se lo había llevado a Jacob. Paracelso intentó que Vincent se pusiera de su lado mientras estaba disfrazado de Jacob; pero finalmente Vincent lo mató en un ataque de ira. En su último aliento, Paracelso cita: "Por fin eres mi hijo".

## Índices de audiencia
- 1987–88: puesto 51, calificación 13,1 [10]
- 1988–89: puesto 65, calificación 10,4 [11]
- 1989–90: puesto 68, calificación 9,5 [12]

## Novelizaciones
- Avon Books publicó tres libros con novelas de varios episodios de la serie:
  - Beauty and the Beast de Barbara Hambly – Octubre de 1989 –ISBN 0-380-75795-8, una novelización y ampliación del episodio piloto.
  - Masques de Ru Emerson – Septiembre de 1990 –ISBN 0-380-76194-7, una novelización de los episodios "Arabesque", "Masques" y "The Watcher"
  - Song of Orpheus de Barbara Hambly – noviembre de 1990 –ISBN 0-380-75798-2, una novelización de los episodios "Fever", "Song of Orpheus" y "Shades of Grey"
- Image Pub de Nueva York publicó otro libro basado en episodios y personajes de la serie:
  - Beyond Words, Beyond Silence de Nan Dibble – enero de 1993 –ISBN 9992999292
- First Comics publicó dos novelas gráficas basadas en la serie escritas e ilustradas por Wendy Pini:
  - "Portrait of Love" – junio de 1989 –ISBN 0915419505
  - "Night of Beauty" – abril de 1990 –ISBN 0915419750

## Medios domésticos
CBS DVD (distribuido por Paramount) ha lanzado las tres temporadas de La Bella y la Bestia en DVD en la región 1. También lanzaron La Bella y la Bestia: La Serie Completa, una caja de 16 discos que incluye los 56 episodios de la serie.
El 11 de noviembre de 2014, CBS Home Entertainment lanzó una versión reempaquetada de la serie completa que tenía un precio más bajo pero no incluía el disco extra que formaba parte de la serie completa original. 
Fabulous Films ha lanzado la serie completa en DVD en la región 2.    
Shock Entertainment ha lanzado la serie completa en DVD en la región 4.
Se anunció un lanzamiento en Blu-ray en la región 2 para marzo de 2011, pero fue cancelado. 

## Fandom
Una comunidad de fans activa (autotitulada "Helpers" o "la comunidad del túnel") surgió durante la emisión de la serie, ayudando a organizar una campaña de petición para asegurar que hubiera una tercera temporada.  Han publicado fanzines, fan fiction y colecciones de música filk  inspirados en la serie y, aun en 2013, continuaban celebrando varias convenciones de fans en todo el mundo.

## Reboot
CBS Television Studios, propietaria de los derechos de la serie, desarrolló un reinicio (reboot) de la serie. Fue productor ejecutivo Ron Koslow, el creador de la original, junto con los productores de la serie anterior, Paul Junger Witt y Tony Thomas. La nueva versión fue descrita como una "historia de amor romántica moderna con un giro procesal". En Canadá, se emitió en Showcase y en Estados Unidos, en The CW. 
La nueva serie de televisión (2012-2016) estaba protagonizada por el actor neozelandés Jay Ryan como Vincent (la "bestia", un exsoldado sometido a experimentación secreta) y la actriz canadiense Kristin Kreuk como Catherine (la "bella", una joven policía en Nueva York).  El piloto fue filmado en Toronto, Ontario, Canadá, en marzo de 2012.